# Comisia Națională pentru Controlul Activităților Nucleare
Comisia Națională pentru Controlul Activităților Nucleare (CNCAN) reprezintă autoritatea națională în domeniul reglementării, autorizării și al controlului activităților nucleare din România.
CNCAN are personalitate juridică și se află în subordinea Primului Ministru.
CNCAN asigură expertiza tehnică și interfața de specialitate, în relațiile României cu organismele și organizațiile internaționale (AIEA, CE, WENRA, OECD/NEA etc.).
De asemenea, CNCAN asigură cooperarea cu autoritățile similare din alte țări, pentru implementarea Acordurilor Guvernamentale, în sfera de competențe ale reglementatorului pentru sectorul nuclear.
La nivel național, CNCAN este responsabil cu elaborarea Raportului Național pentru Convenția de Securitate Nucleară și prezentarea acestuia în fața comunității internaționale, precum și cu elaborarea Strategiei de Securitate Nucleară a României.
CNCAN a fost înființată la data de 8 ianuarie 1990, prin preluarea întregului activ și pasiv al Inspecției de Stat pentru Controlul Activității Nucleare și al Asigurării Calității Nucleare (ISCAN).
ISCAN fusese un departament în cadrul Comitetului de Stat pentru Energia Nucleară, ambele înființate în 1969.
Comitetului de Stat pentru Energia Nucleară a fost desființat de aemenea în ianuarie 1990, iar în locul acestuia s-a înființat Institutul de Fizică Atomică.
CNCAN are în sfera sa de competențe următoarele domenii:
- Legislația și reglementările în domeniul desfășurării în siguranță a activităților nucleare în România;
- Securitatea nucleară;
- Protecția la radiații;
- Managementul calității în domeniul nuclear;
- Garanțiile nucleare;
- Planurile de urgență și intervenții la accident nuclear sau radiologic;
- Protecția fizică a obiectivelor și a instalațiilor nucleare;
- Răspunderea civilă în caz de daune nucleare;
- Transportul materialelor radioactive, materialelor nucleare și/sau de interes nuclear, surselor și generatoarelor de radiații ionizante;
- Gospodărirea deșeurilor radioactive;
- Autorizarea personalului operator;
- Importul/exportul materialelor radioactive, materialelor nucleare și/sau de interes nuclear, surselor și generatoarelor de radiații ionizante;
- Tranzitul pe teritoriul României a materialelor radioactive, materialelor nucleare și/sau de interes nuclear, surselor și generatoarelor de radiații ionizante;
- Tratatele și Convențiile Internaționale;
- Acordurile bilaterale în domeniu;
- Interfața cu organizațiile și organismele internaționale în domeniu;

## Președinții CNCAN
- fiz. dr. Ștefan Alexandru Olariu: 06.01.1990-1990 [2]
- ing. dr. Petru Popa: 1990-1993 [2]
- ing. Gheorghe Anton Dragomirescu: 1993-1996 [2]
- fiz. dr. Dan Cutoiu: 1997-2001 [2]
- ing. dr. Lucian Biro: 2001-2005 [2]
- ing. Vilmos Zsombori: 14.02.2005-25.01.2008[3]
- ing. geofizician Borbála Vajda: 03.03.2008-21.08.2012[3][4]
- ing. Constantin Popescu: 21.08.2012-14.07.2015
- ing. Gabril Petre: 07.08.2015-23.02.2017
- ing. mecanic Rodin Traicu: 23.02.2017-15.01.2020
- ing. chimist Ionita Gheorghe: 15.01.2020 - prezent